# R. c. Creighton
R. c. Creighton  est un arrêt de principe de la Cour suprême du Canada où la Cour a conclu que la norme de responsabilité pénale pour certaines infractions peut être abaissée sans que cela ne contrevienne à la Charte. 
Cet arrêt était le dernier dans une série d'arrêts, à commencer par R. c. Tutton, qui portait sur l'utilisation d'une norme objective pour déterminer la mens rea dans les infractions criminelles.

## Les faits
L'après-midi du 27 octobre 1989, Marc Creighton, Frank Caddu et Kimberley Ann Martin ont consommé de grandes quantités de cocaïne et d'alcool. Creighton s'est injecté de la cocaïne et l'a fait à ses deux compagnons consentants. 
Martin a immédiatement commencé à avoir des convulsions et a cessé de respirer. Ils n'ont pas réussi à la réanimer. Caddu a essayé d'appeler le 911, mais les menaces de Creighton l'ont empêché de le faire. Ils ont nettoyé toute trace d'empreintes digitales autour de la maison, puis sont partis. Caddu est revenu quelques heures plus tard et a appelé la police.
Creighton a été accusé en vertu de l'art. 222(5)a) et b) du Code criminel pour homicide involontaire coupable.
La question dont la Cour était saisie était de savoir si les exigences de common law relatives à l'homicide involontaire coupable  (art. 222) violent l'article 7 de la Charte canadienne des droits et libertés.

## Jugement de la Cour suprême
Le pourvoi de Creighton est rejeté.

## Motifs du jugement
Le jugement majoritaire a été rendu par la juge Beverley McLachlin (tel était alors son titre) et par les juges Claire L'Heureux-Dubé, Gérard La Forest, Charles Gonthier et Peter Cory ont exprimé des avis concordants.
La Cour a conclu que l'exigence en common law de la mens rea d'un homicide involontaire coupable de « prévisibilité objective (dans le contexte d'un acte dangereux) du risque de lésions corporelles qui ne sont ni sans importance ni de nature passagère » est constitutionnelle. L'acte illégal doit être objectivement dangereux et le caractère déraisonnable doit constituer un écart marqué par rapport à la norme de diligence d'une personne raisonnable.
Les juges majoritaires ont rejeté l'accent mis par Lamer sur les « stigmates » en tant qu'indicateur de l'exigence de mens rea. Le fait même que l'homicide involontaire coupable soit nommé différemment du meurtre indique qu'il doit être traité comme moins blâmable. La sanction reflète cela en ce qu'elle n'a pas de peine minimale. De plus, cela est conforme au principe selon lequel les crimes intentionnels doivent être punis plus sévèrement que les crimes non intentionnels.
Les juges majoritaires ont en outre rejeté la proposition selon laquelle il doit y avoir une symétrie entre tous les éléments externes de l'infraction et les éléments de la faute. La symétrie exigerait qu'il y ait un élément de faute pour les conséquences de l'acte, à savoir que l'accusé puisse prévoir la mort. Cela obligerait les tribunaux à abandonner la règle du crâne fragile qui a déjà été affirmée dans les cas d'homicide (R. c. Smithers), il ne serait donc pas raisonnable d'exiger la symétrie dans tous les cas. La symétrie demeure plutôt une règle avec des exceptions claires et elle ne peut pas être un principe de justice fondamentale.
Plusieurs considérations de principe ont été discutées qui appuient la conclusion de la majorité de s'appuyer sur une critère large « fondé sur la prévisibilité du risque de lésions corporelles » plutôt qu'un critère étroit reposant sur la mort  
Premièrement, un critère plus large est requise pour la dissuasion. Elle dit aux gens que s'ils agissent d'une manière dangereuse même lorsque la mort n'est pas prévisible, ils peuvent être tenus responsables de tout décès causé. 
Deuxièmement, le critère plus large s'accorde avec le sens de la justice. Un agresseur doit prendre ses victimes comme il les trouve. Le droit pénal doit refléter les préoccupations de la victime et de la société lorsqu'une victime est tuée. 
Troisièmement, le critère plus large élimine les tracas de faire des distinctions entre la prévisibilité du risque de préjudice et la prévisibilité du risque de la mort qui pourrait potentiellement causer des problèmes à l'avenir.
Les juges majoritaires ont tenu à critiquer le critère proposé par Lamer. Le critère de Lamer personnalise le test objectif à un point tel qu'il ressemble à un test subjectif. La personne raisonnable ne devrait pas être investie des « fragilités » et des caractéristiques de l'accusé. Les considérations de principe et d'intérêt public exigent une norme juridique unique et uniforme pour de telles infractions. Ils ne trouvent aucun appui pour la théorie de droit pénal qui suggère que les personnes moralement innocentes sont protégées par l'examen des circonstances individuelles. Ce n'est qu'en cas d'incapacité que les caractéristiques doivent être prises en considération.
La norme demeure celle de ce qu'une personne raisonnablement prudente aurait fait dans toutes les circonstances. Par conséquent, les activités qui posent une plus grande menace ou nécessitent une plus grande expertise nécessiteront une plus grande norme de soins. Une personne peut échouer à cette norme en entreprenant un acte pour lequel elle n'est pas qualifiée entraînant une négligence coupable, ou une personne qualifiée peut échouer par négligence à faire preuve de prudence particulière requise par l'activité.
La majorité propose un critère en trois volets pour l'homicide involontaire coupable.
1. Prouver l'actus reus. L'activité doit constituer un écart marqué par rapport à la norme de diligence d'une personne raisonnable dans toutes les circonstances de l'affaire. Cela comprend l'exécution d'un acte d'une manière dangereuse ou l'exécution d'un acte intrinsèquement dangereux.
2. Prouver la mens rea. L'activité doit avoir été réalisée alors qu'il y avait une prévision objective de préjudice pouvant être déduite des faits. La norme est celle de la personne raisonnable dans la situation de l'accusé.
3. Prouver la capacité. Compte tenu des caractéristiques personnelles de l'accusé, était-il capable d'apprécier le risque découlant de sa conduite?

## Jugement dissident
Le juge en chef Lamer (avec l'appui des juges Sopinka, Iacobucci et Major) était d'accord avec le résultat de la majorité, mais pour des motifs différents.
Les juges dissidents étaient d'avis que la norme d'homicide involontaire coupable devrait être « la prévisibilité objective du risque de mort » et que la norme objective devait tenir compte des expériences de l'accusé et de ses « fragilités humaines ».
Lamer a appliqué sa doctrine des « stigmates » qu'il a élaborée dans R. c. Vaillancourt. La stigmatisation de l'homicide involontaire coupable est moindre que celle du meurtre, mais elle est néanmoins suffisamment grave pour exiger au moins une prévisibilité objective du risque de mort.
Les crimes impliquant un acte illicite sous-jacent nécessitent généralement une symétrie. Il n'y a pas de circonstances atténuantes qui suggèrent qu'une exception devrait être faite. Ainsi, une norme plus large de prévision des lésions corporelles ne peut pas être utilisée car elle est asymétrique par rapport aux conséquences.
Lamer suggère un critère en trois volets pour aborder l'homicide involontaire coupable résultant d'un acte illégal.
1. Prouver qu'un acte illégal a été commis. Le ministère public doit démontrer que l'accusé a commis un acte illégal qui était objectivement dangereux. Autrement dit, une personne raisonnable prévoirait le risque de préjudice. (R. c. DeSousa)
2. Prouver la mens rea de l'infraction principale.
3. Prouver une prévision du risque de décès. Il faut démontrer qu'une personne raisonnable dans les circonstances et possédant les caractéristiques de l'accusé prévoirait l'acte créant un risque de mort.

Lamer est entré dans les détails sur cette dernière étape. Il faut se demander si l'accusé avait des connaissances particulières liées à sa conduite qui augmenteraient sa capacité de prévoir. Subsidiairement, l'accusé n'était-il pas au courant parce qu'il n'avait pas pensé aux conséquences ou parce qu'il n'avait pas la capacité de le faire en raison de ses « faiblesses humaines » ? Dans l'affirmative, il faut se demander si, dans le contexte de l'accusé, une personne raisonnable aurait pris conscience des conséquences de l'acte illégal.
La clé de cette analyse repose sur la question de savoir si l'accusé avait une maîtrise quelconque sur sa « faiblesse », ce qui l'a rendu incapable de prévoir le risque. C'est la maîtrise qui produit la culpabilité morale.

« Si une personne est en mesure d'agir prudemment et sans mettre en danger la vie d'autrui, elle sera jugée responsable de son omission de le faire. Chacun doit avoir une responsabilité morale -‑ mais aussi une responsabilité en droit criminel ‑- d'agir selon sa capacité de ne pas causer de préjudice, même non intentionnel, à autrui.  Par contre, l'incapacité à maîtriser une faiblesse particulière qui a fait naître un risque peut constituer une excuse morale pour avoir créé ce risque. »

## Principes dejustice fondamentale
La juge McLachlin a décrit l'élément constitutionnel de la mens rea : 

« 1. Les stigmates résultant de l'infraction ainsi que les peines pouvant être infligées exigent une mens rea qui reflète la nature particulière du crime.
2. La peine doit être proportionnée à la culpabilité morale du délinquant.
3. Ceux qui causent un préjudice intentionnellement doivent être punis plus sévèrement que ceux qui le font involontairement. »